# 조선민주주의인민공화국 건설성
건설성(建設省)은 국토 이용의 효율적 운용을 위한 종합적 계획의 수립과 그 실시와 관리, 조정 및 도시계획, 건축, 조경 관리 및 도시 재개발에 관한 사무, 국토 중 토지자원의 효율적인 이용에 대한 연구개발 사무를 관장하는 조선민주주의인민공화국 내각의 폐지된 중앙행정기관이다. 일부 사업은 국가계획위원회와 중복된다. 도시계획, 건축, 조경 관리 및 도시 재개발에 관한 사무는 후일 도시경영성으로 이관되었다. 1998년 9월 폐지되었다.

## 연혁
- 1948년 9월 2일 건설성 발족
- 건설건재공업성과 국가건설감독성으로 분리
- 1961년 건설성 발족
- 건설부로 명칭 변경
- 1998년 9월 건재공업성과 통합하여 폐지, 건설건재공업성으로 발족

### 산하 조직
- 간석지 및 관개건설총국
- 대안친선유리공장

## 역대 상, 부상

### 역대 상
- 김승화, 1955년 1월 20일 - 1956년
- 박임태 1967년 12월 28일 ~ 1972년 12월 2일
- 박임태 1972년 12월 2일 ~ 1977년 12월 14일
- 박임태 1977년 12월 15일 ~ 1980년
- 성명 미상 1980년 ~ 1982년
- 조철준 1982년 4월 5일 ~ 1990년 5월 23일
- 조철준 1990년 5월 24일 ~ 1994년 5월 5일
- 조윤희 1994년 5월 5일 ~ , 부장
- 조철준 1994년 ~ 2000년 9월 4일

### 역대 부상
- 김의순(金義淳), 1962년 6월 - 1969년 12월

### 역대 부부상
- 강길성

## 관련 기관
- 수도건설위원회(내각 직할로 승격, 2002년)
- 도시건설위원회
- 국가건설감독위원회
- 륙해운국
- 륙해운위원회(륙해운성으로 승격)